# Windy Cantika Aisah
Windy Cantika Aisah (Bandung, 11 de junio de 2002) es una deportista indonesia que compite en halterofilia, que consiguió la medalla de bronce en los Juegos Olímpicos de Tokio 2020 en la categoría de 49 kg al levantar 194 kg.

## Palmarés internacional
| Juegos Olímpicos | Juegos Olímpicos | Juegos Olímpicos  | Juegos Olímpicos |
| Año              | Lugar            | Medalla           | Categoría        |
| ---------------- | ---------------- | ----------------- | ---------------- |
| 2021             | Tokio (Japón)    | Medalla de bronce | 49 kg            |